# 内田健二
内田 健二（うちだ けんじ、1953年9月8日 - ）は、日本のアニメーションプロデューサー。茨城県土浦市出身。

## 来歴
1976年に東京造形大学映像学科卒業後、ビデオ会社に入社してカメラマンとなるが、「面白くない」と退職。その後板前の弟子、弁当屋、鳶職と転職をした後、再びビデオの仕事に戻ろうと思ったが、機材が無く困っていたところ、機材を親切に貸してくれた長浜忠夫に誘われる形で、1978年に日本サンライズ（後のサンライズ→バンダイナムコフィルムワークス）へ入社。
入社当初は演出家を目指していたが、すぐにプロデューサー志望となり、『闘将ダイモス』の制作進行、『重戦機エルガイム』の制作デスクを経て、1985年に『機動戦士Ζガンダム』からプロデューサーに。以後、同社の社員プロデューサーとして1980年代のガンダム作品などサンライズ作品を数多くプロデュース。SDガンダムシリーズやエルドランシリーズなど子供向け作品も幅広く手がけた。
プロデューサーを務めた後は、経営企画室、海外事業部、ライツ事業部本部長、サンライズ子会社のサンライズインタラクティブ社長、サンライズ専務取締役を務めた。
2008年4月、サンライズ4代目代表取締役の吉井孝幸が会長に異動したのに伴い、同社5代目代表取締役社長に就任した。
2014年4月、サンライズ代表取締役会長に就任した。2016年、第25回日本映画批評家大賞・アニメ部門功労賞を受賞。

## 作品

### テレビアニメ
- 無敵ロボ トライダーG7（1980 - 1981）制作進行
- 最強ロボ ダイオージャ（1981 - 1982）進行主任
- 戦闘メカ ザブングル（1982 - 1983）制作デスク
- 聖戦士ダンバイン（1983 - 1984）制作デスク
- 重戦機エルガイム（1984 - 1985）制作デスク
- 機動戦士Ζガンダム（1985 - 1986）プロデューサー
- 機動戦士ガンダムΖΖ（1986 - 1987）プロデューサー
- ミスター味っ子（1987 - 1989）プロデューサー
- エルドランシリーズ（1991 - 1994）プロデューサー
  - 絶対無敵ライジンオー
  - 元気爆発ガンバルガー
  - 熱血最強ゴウザウラー
- OVERMANキングゲイナー（2002）企画
- THE ビッグオー（2003）プロデューサー
- プラネテス（2003）企画
- ゼーガペイン（2006）企画
- コードギアス 反逆のルルーシュ（2006）企画
- コードギアス 反逆のルルーシュR2（2008）企画
- セイクリッドセブン（2011）企画

### 劇場アニメ・OVA
- DEAD HEAT（1987）プロデューサー
- 機動戦士ガンダム 逆襲のシャア（1988）プロデューサー
- 機動戦士SDガンダム（1988 - 1993）プロデューサー
- 機動戦士ガンダム0080 ポケットの中の戦争（1989）プロデューサー
- 装甲巨神Zナイト（店頭プロモーションビデオ、1991）プロデューサー
- 超劇場版ケロロ軍曹（2006）企画
- 幕末機関説 いろはにほへと（2006 - ）企画
- カラフル（2010）企画
- SHORT PEACE（2013）製作